# Klockgavel

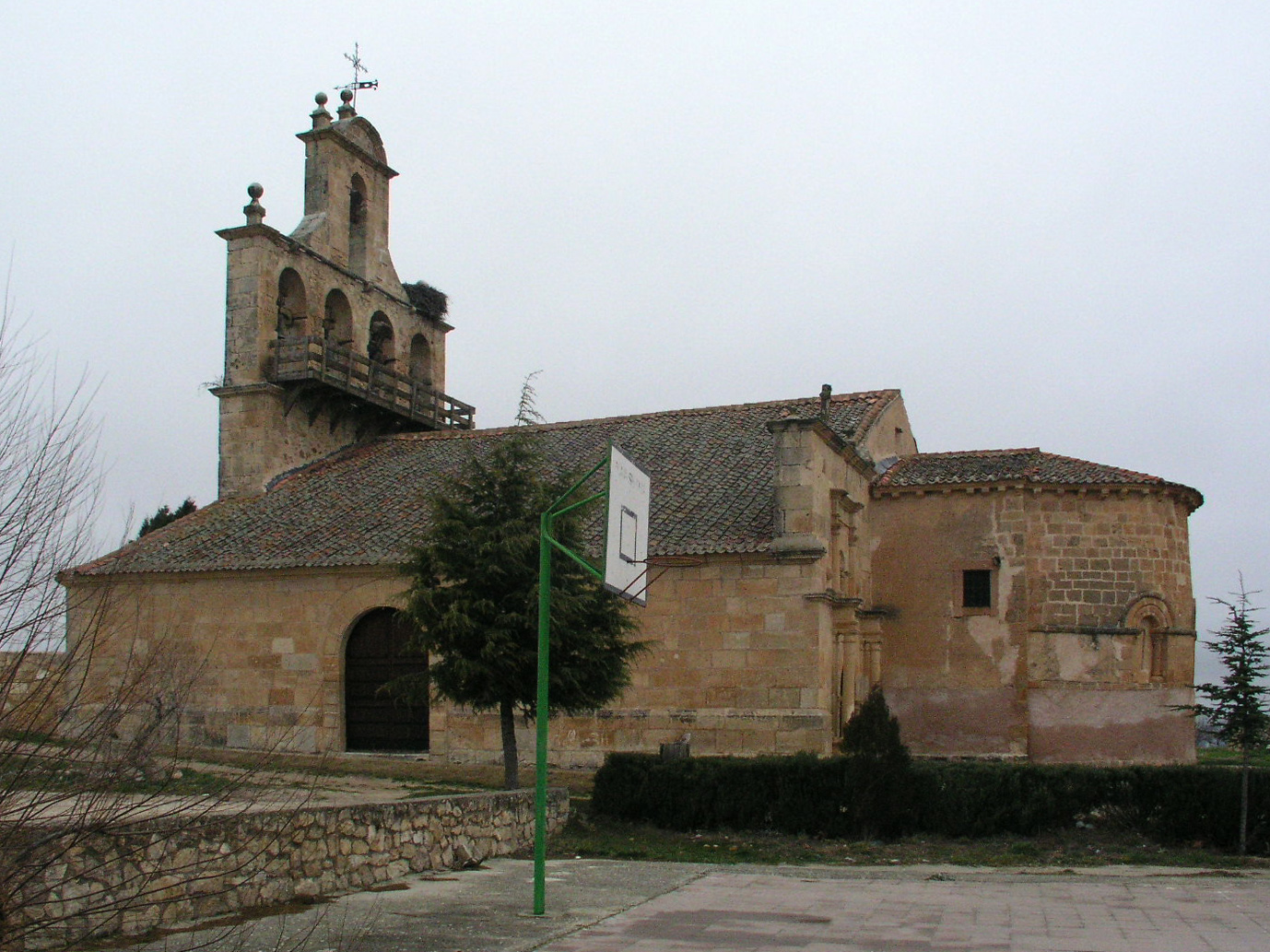
På denna bild syns till vänster en klockgavel som reser sig över taket på Duruelo kyrka i provinsen Segovia, Spanien

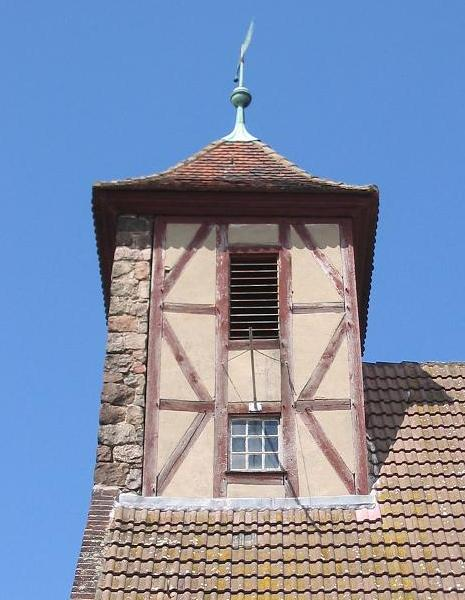
Klockgavel med ett torn i korsvirke bakom (kyrka i Kuhlowitz i Belzig i Brandenburg, Tyskland)

En klockgavel är hos kyrkobyggnader en mer ekonomisk ersättning för ett kyrktorn och den liknar i viss mån en takryttare. Den består av en murad gavel som reser sig över kyrkans västmur. I gavelns murverk finns öppningar, där kyrkklockorna hänger. Bakom dem, ovanför kyrktaket, finns oftast en balkong med plats för ringare.
Klockgavlar finns i allmänhet på kyrkor i länder vid Medelhavet, till exempel i Spanien, Grekland, Frankrike, Italien liksom i Latinamerika med flera ställen.

## Bildgalleri över klockgavlar i Spanien

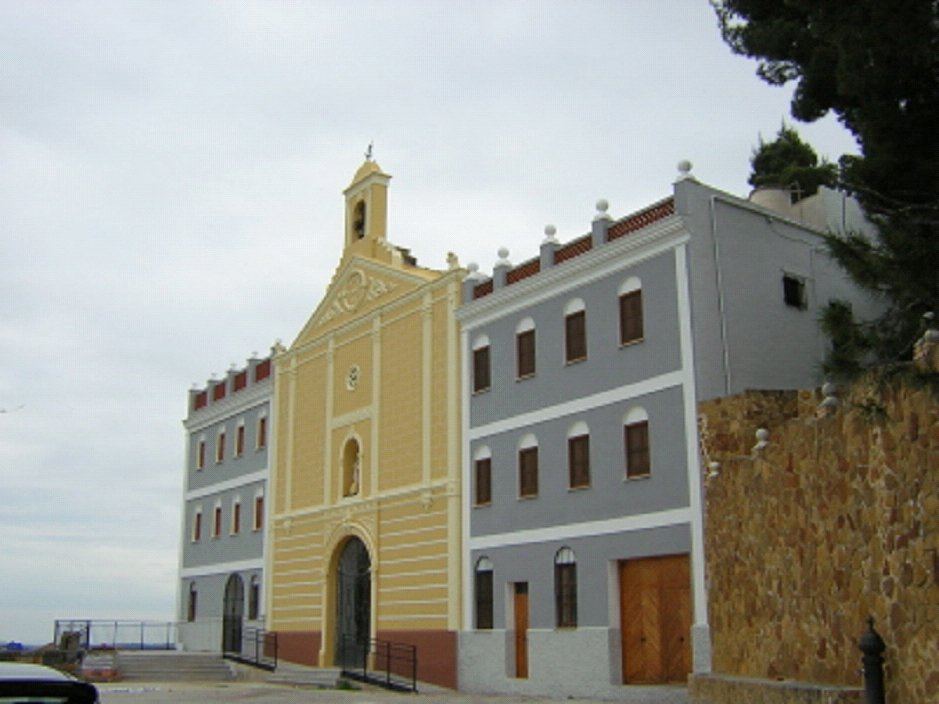
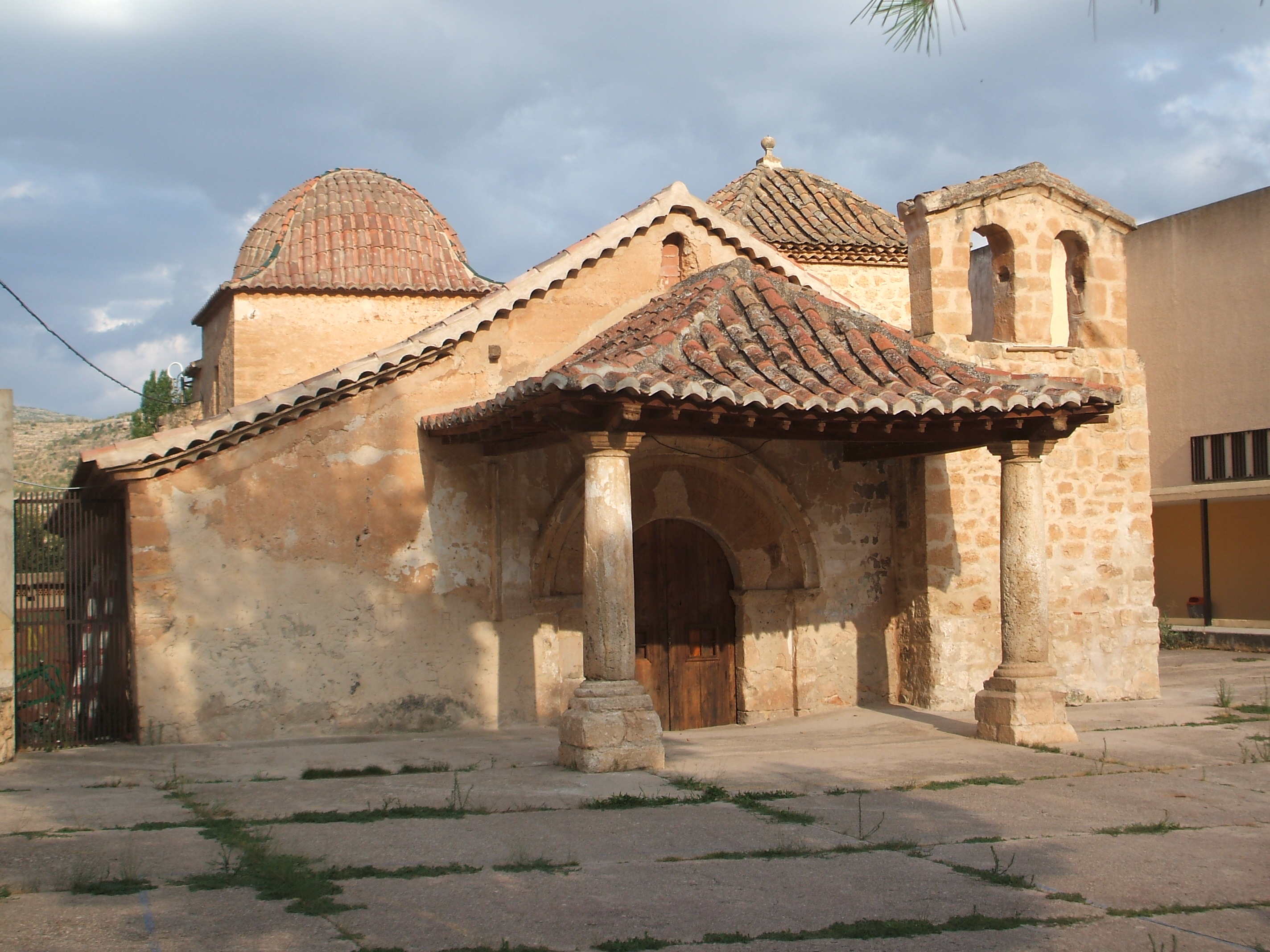
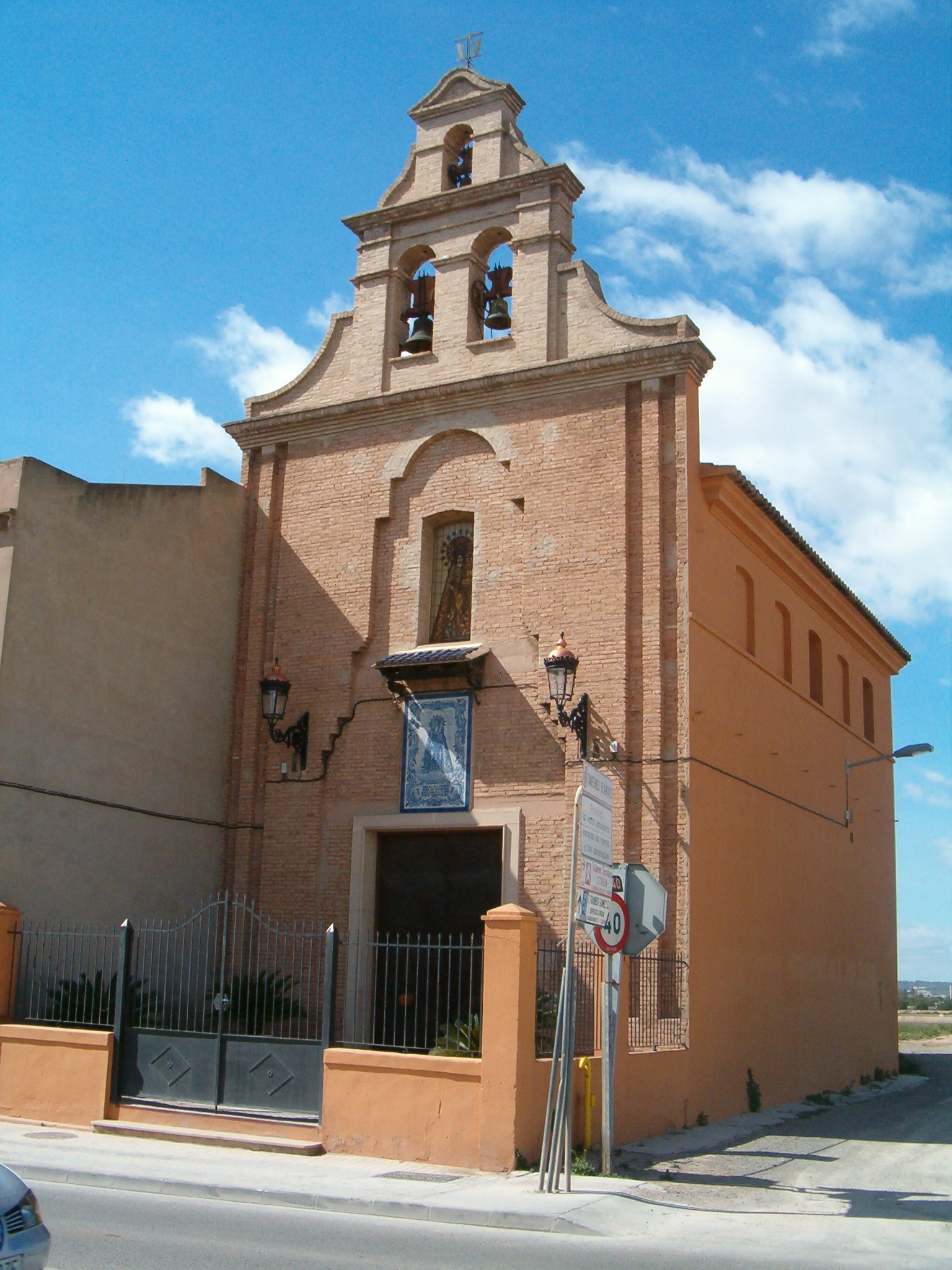
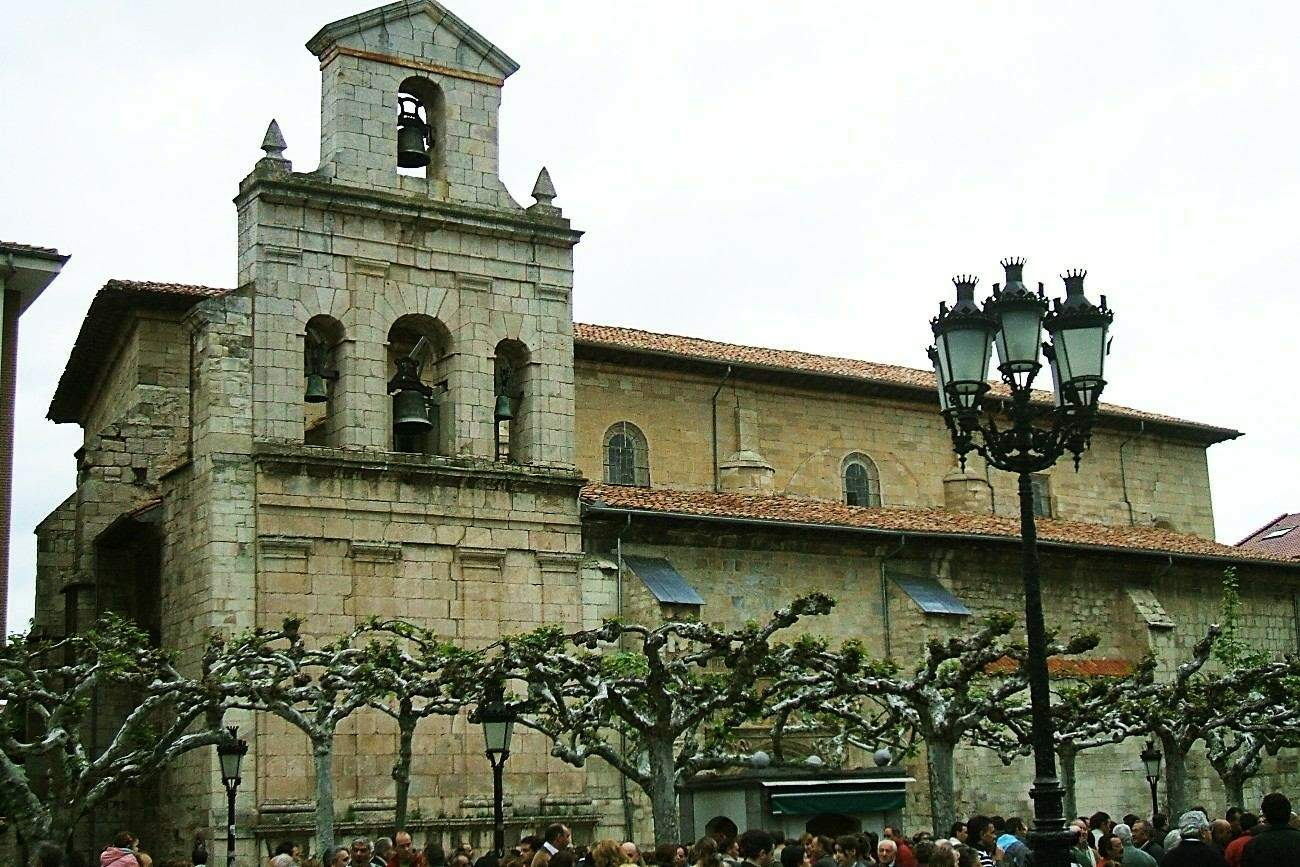
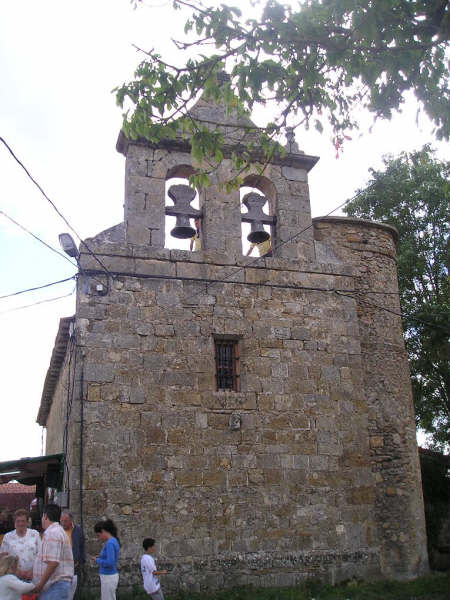
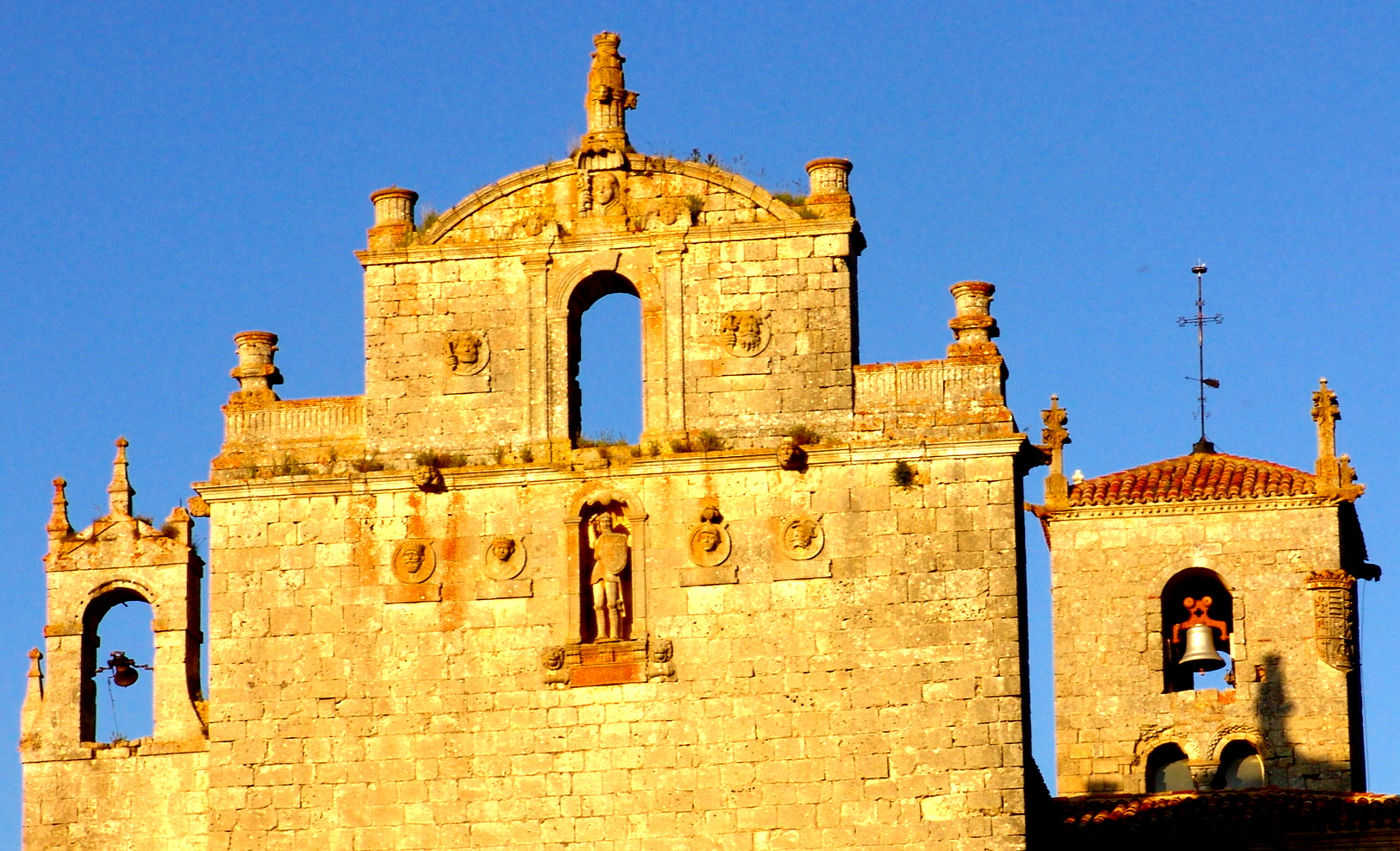
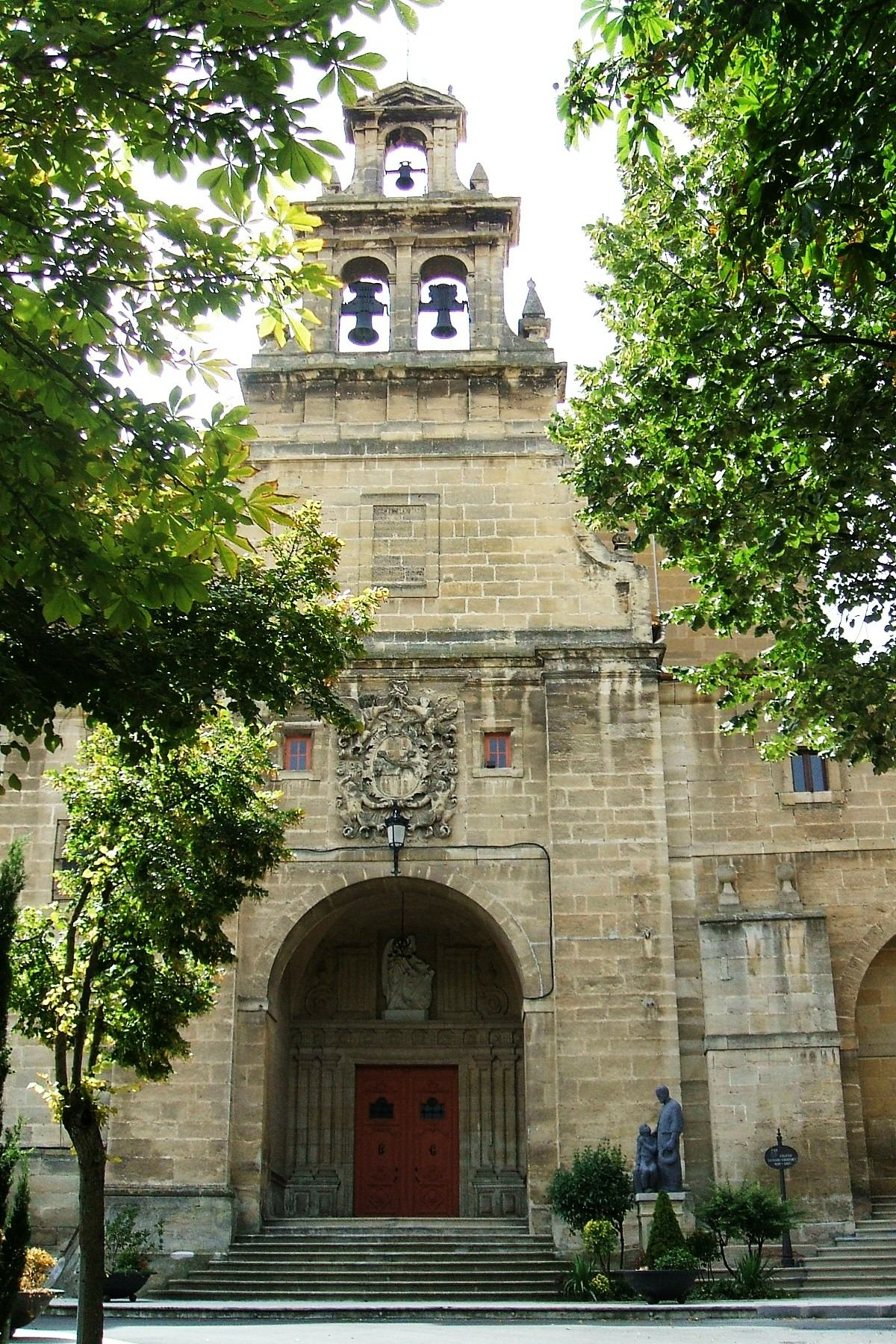
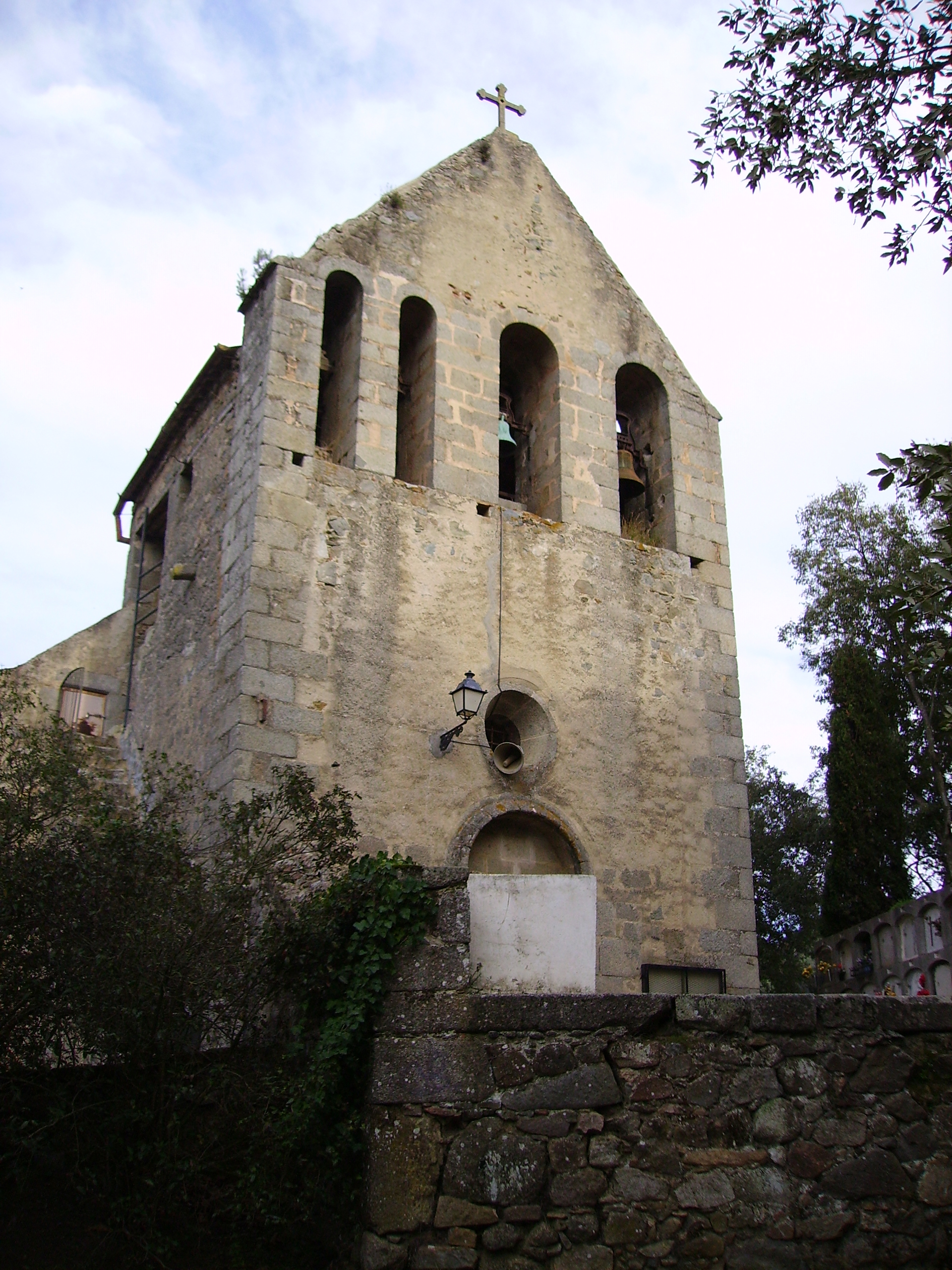

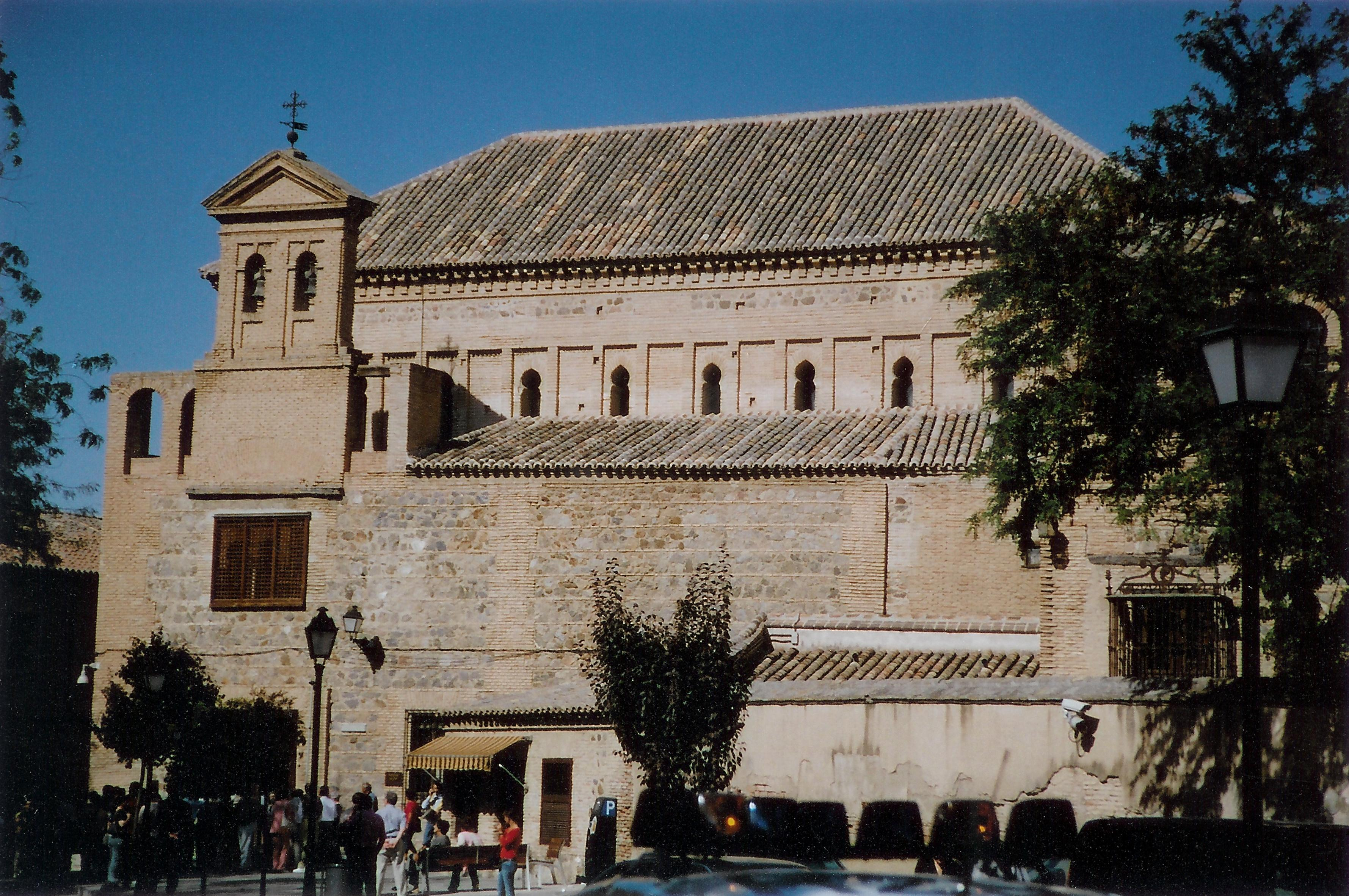
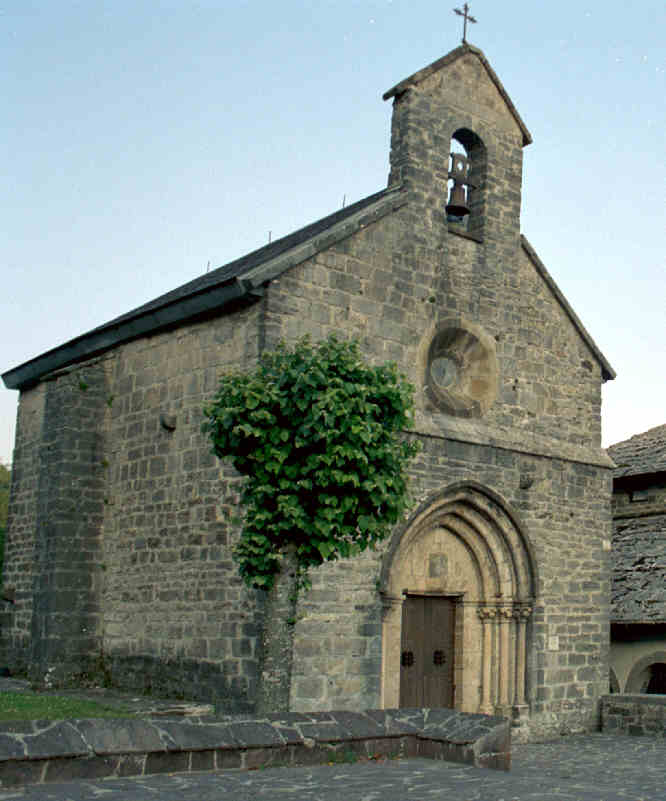
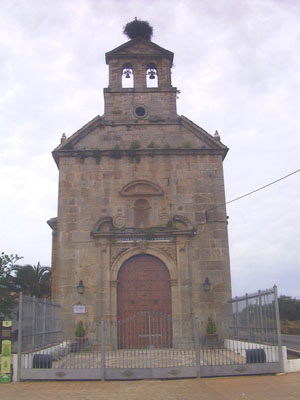
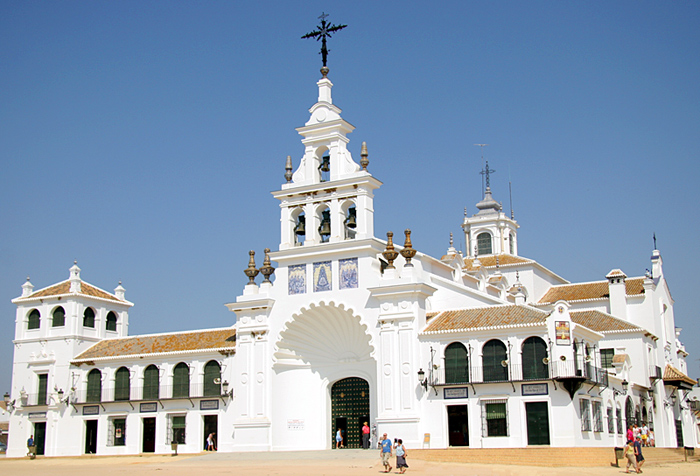
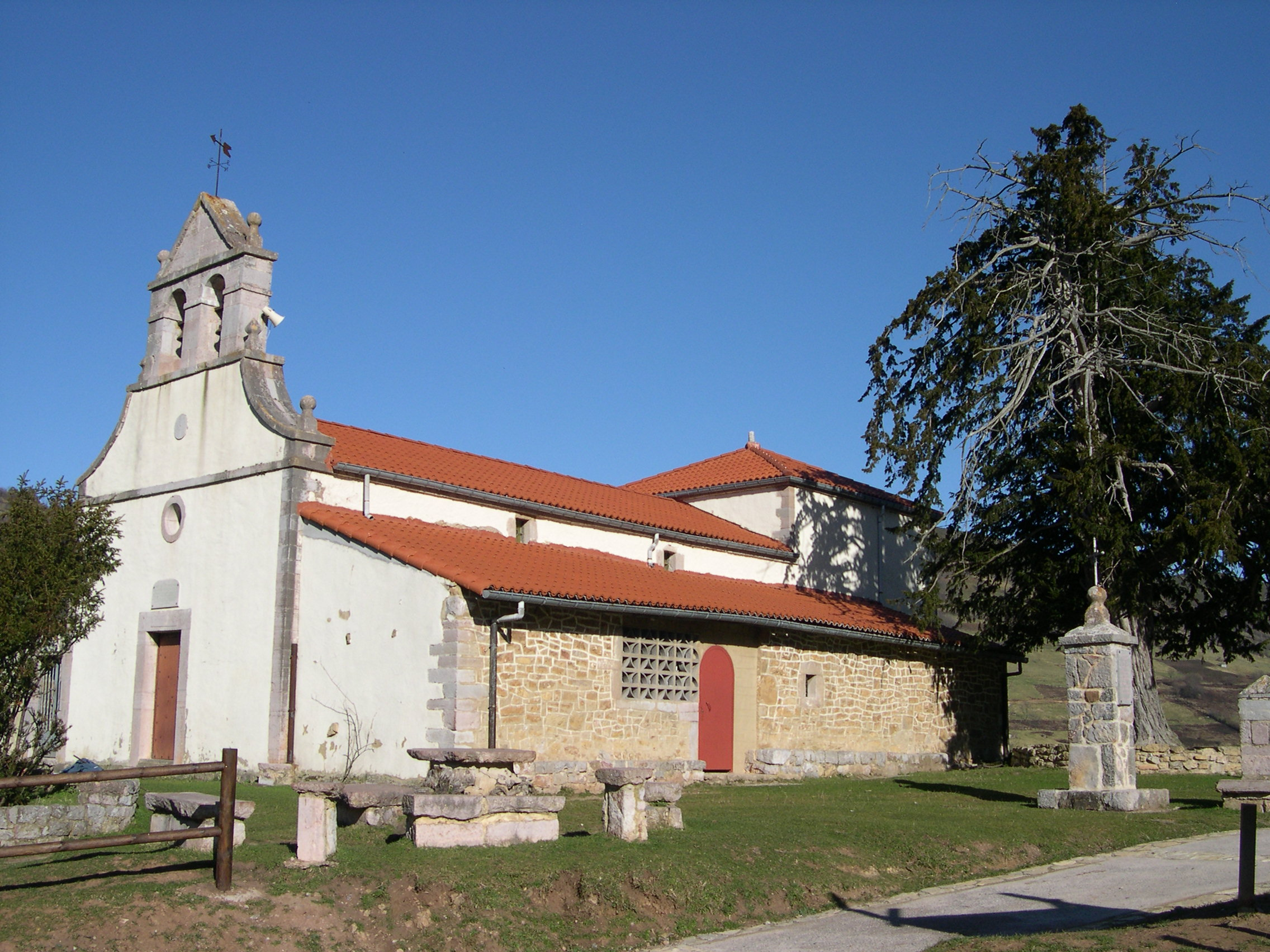
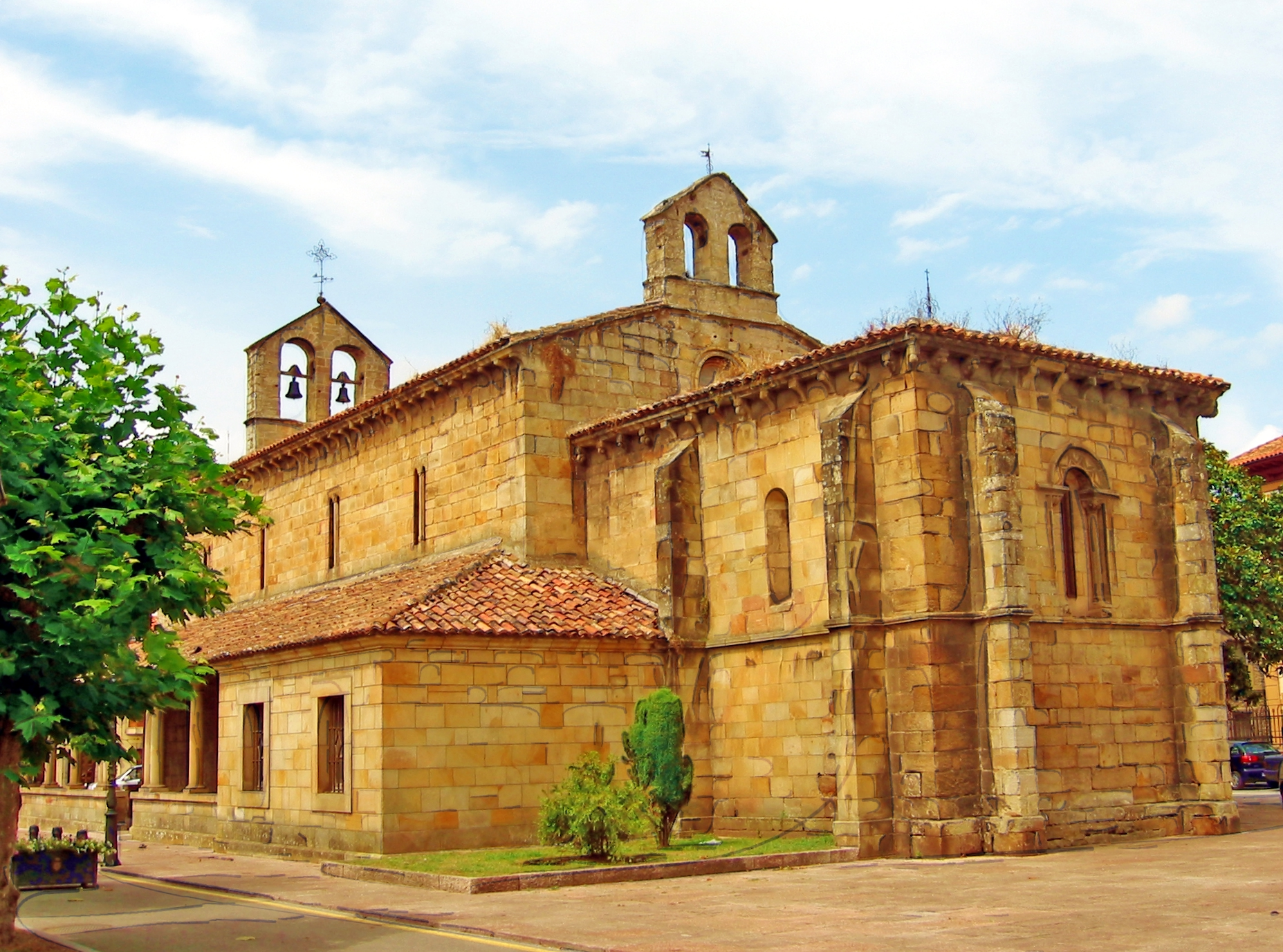
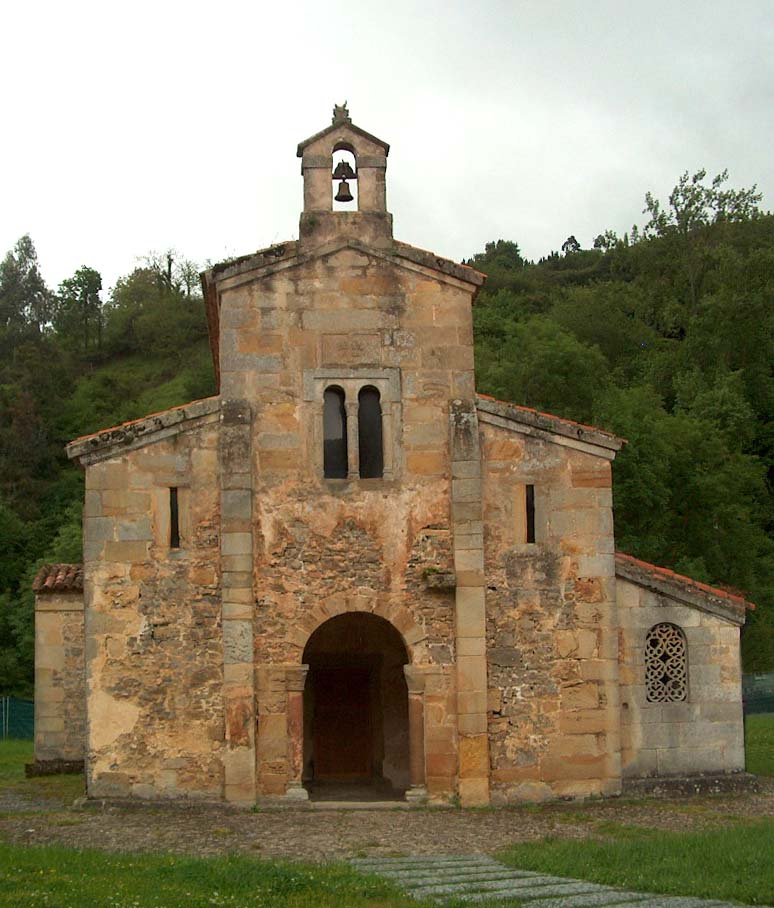
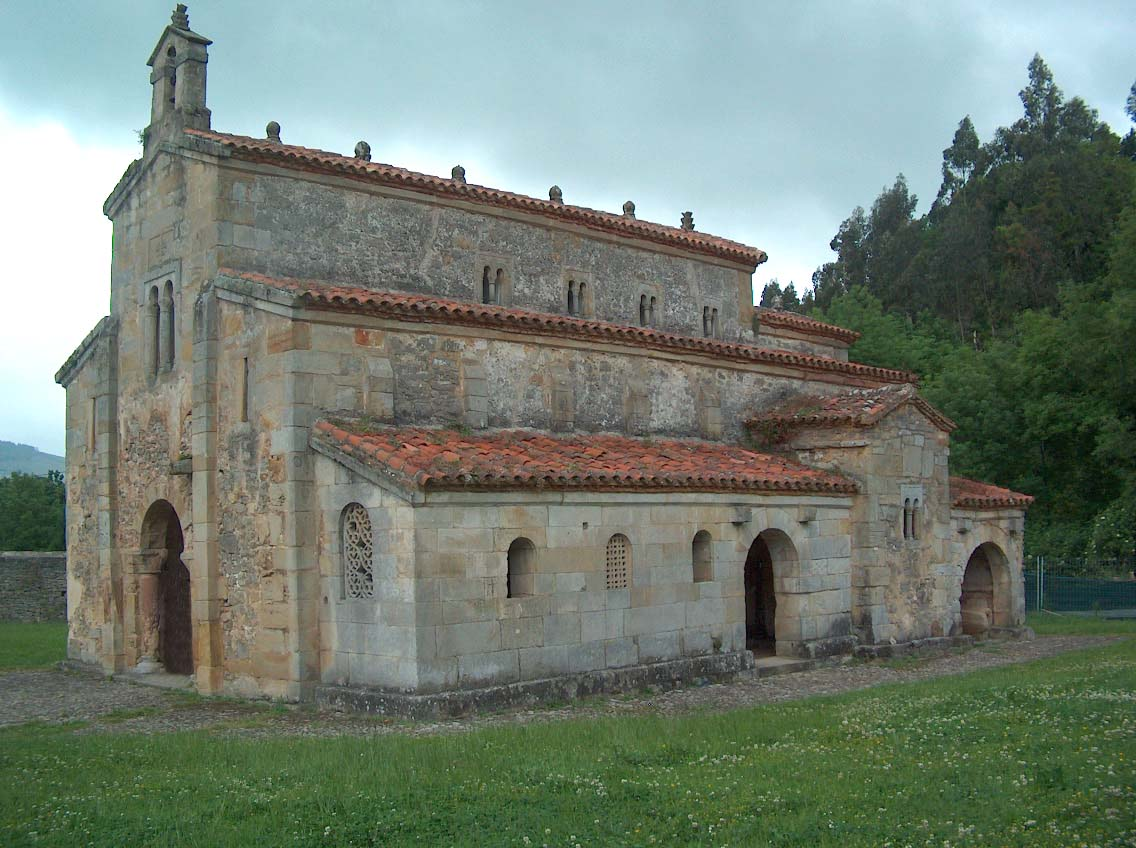
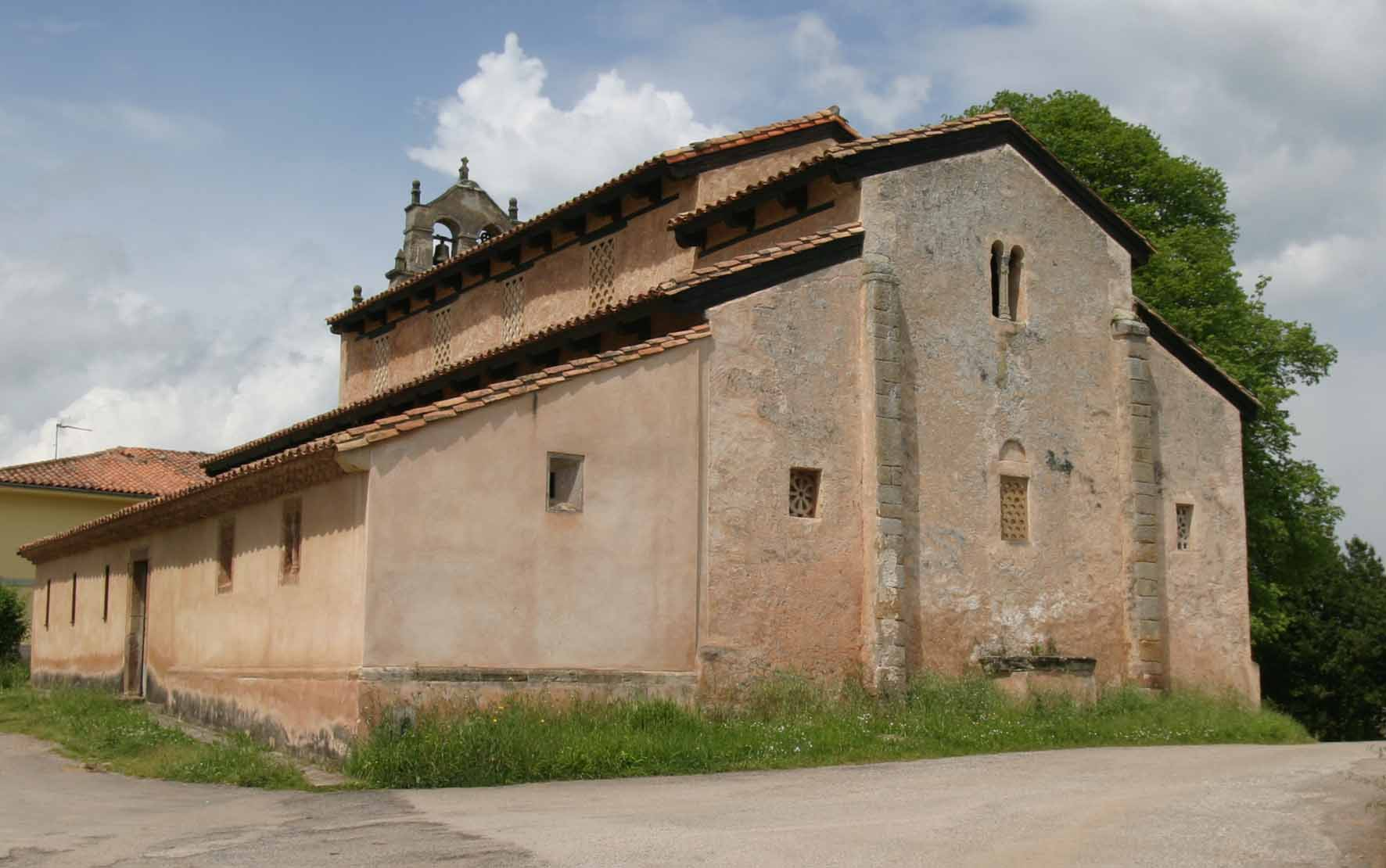
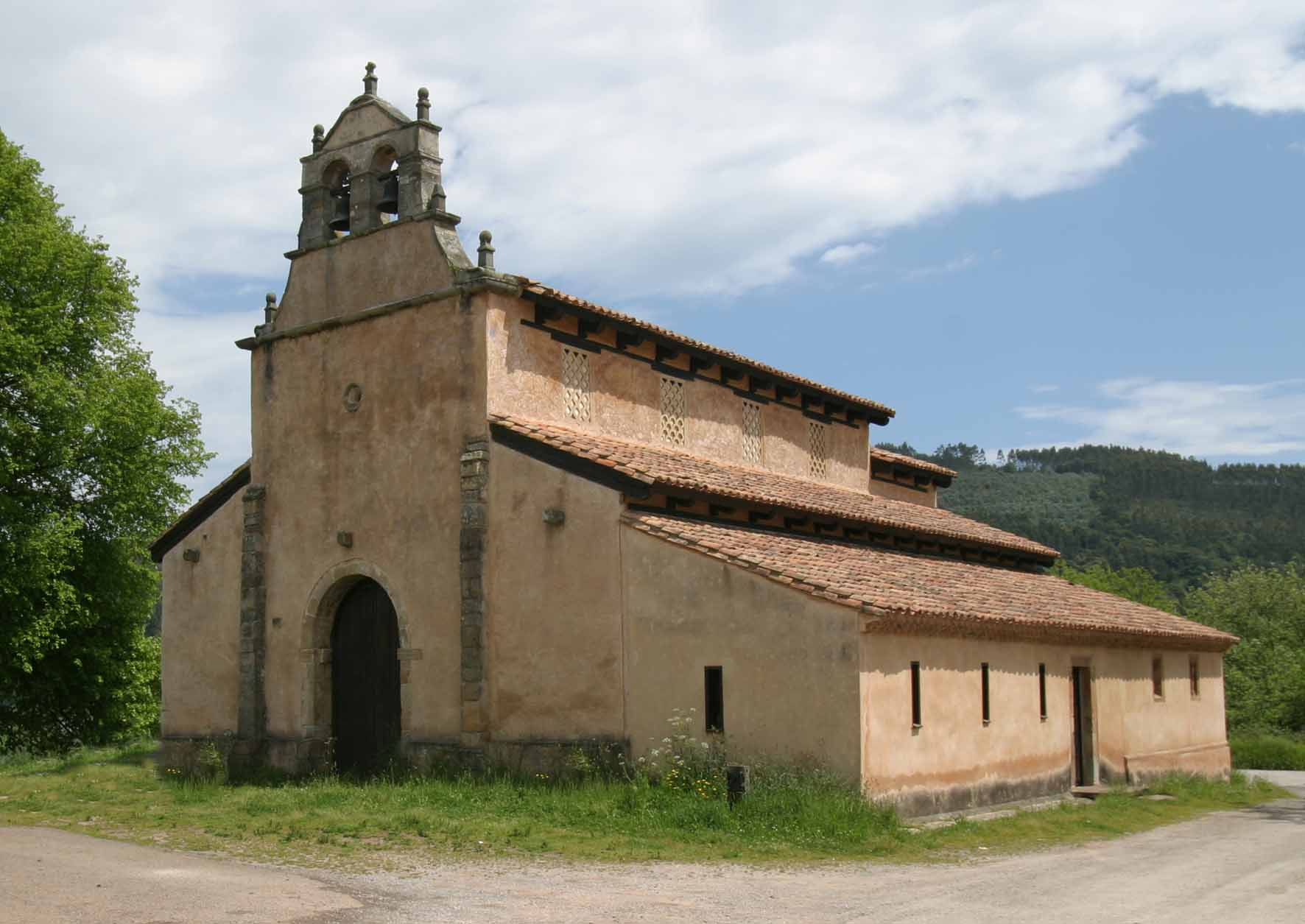
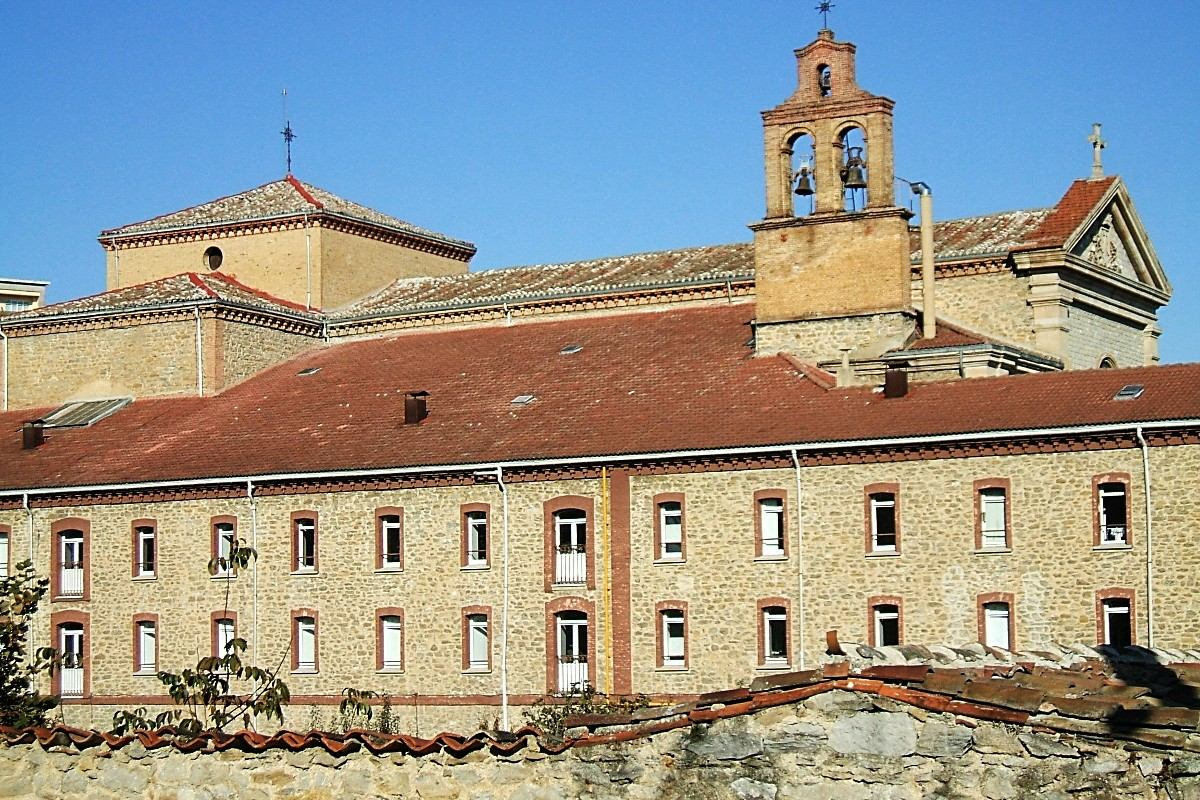
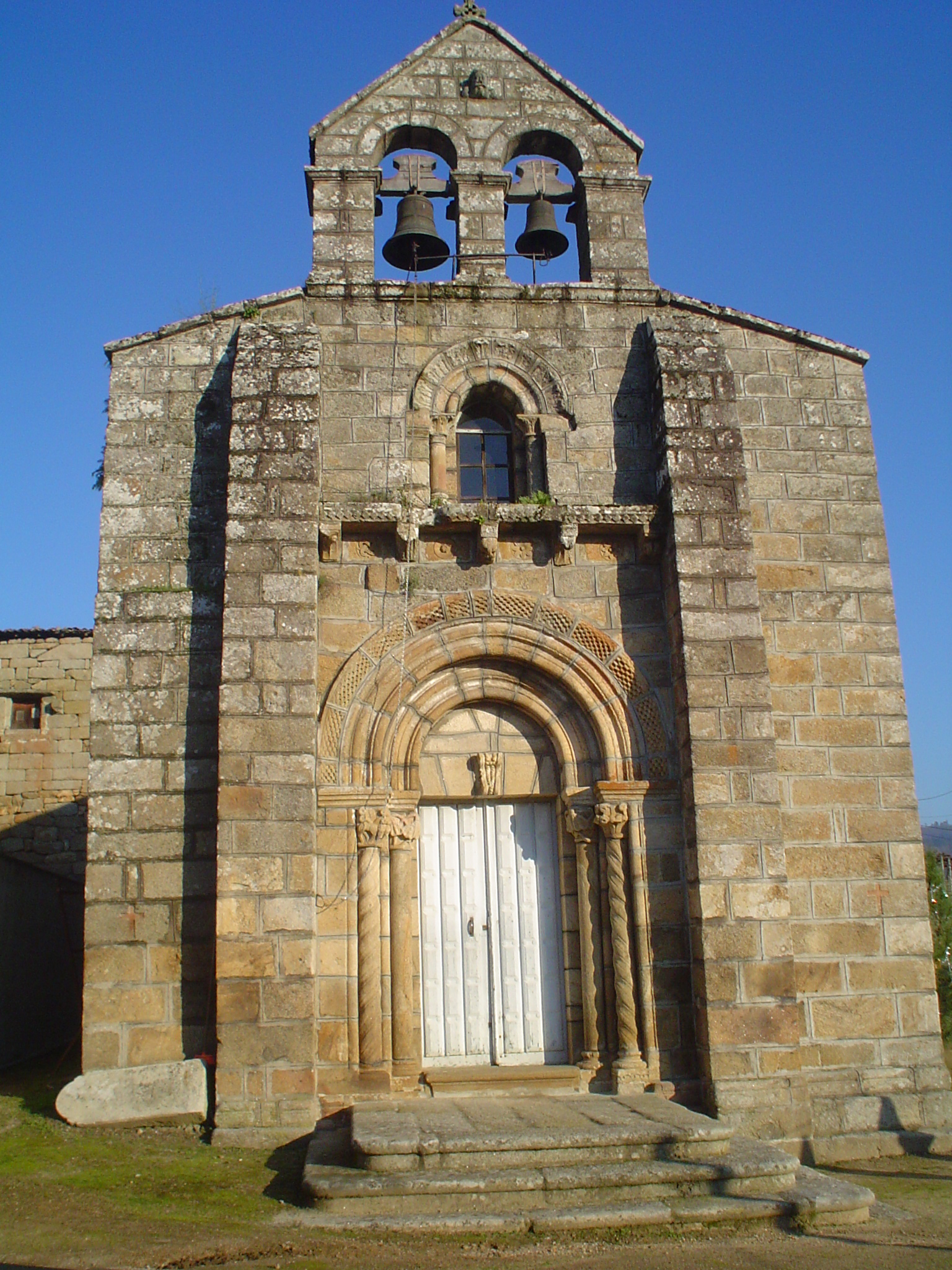
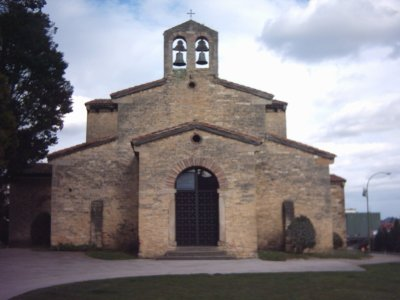
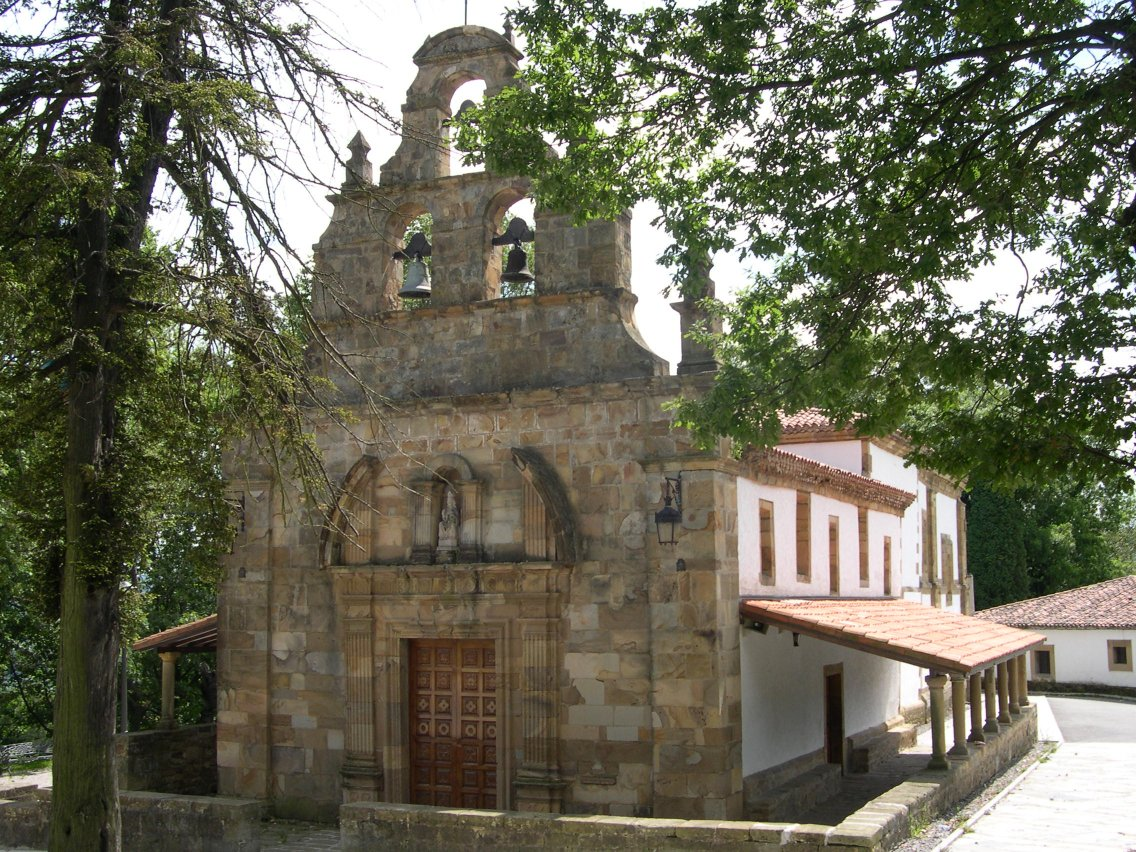
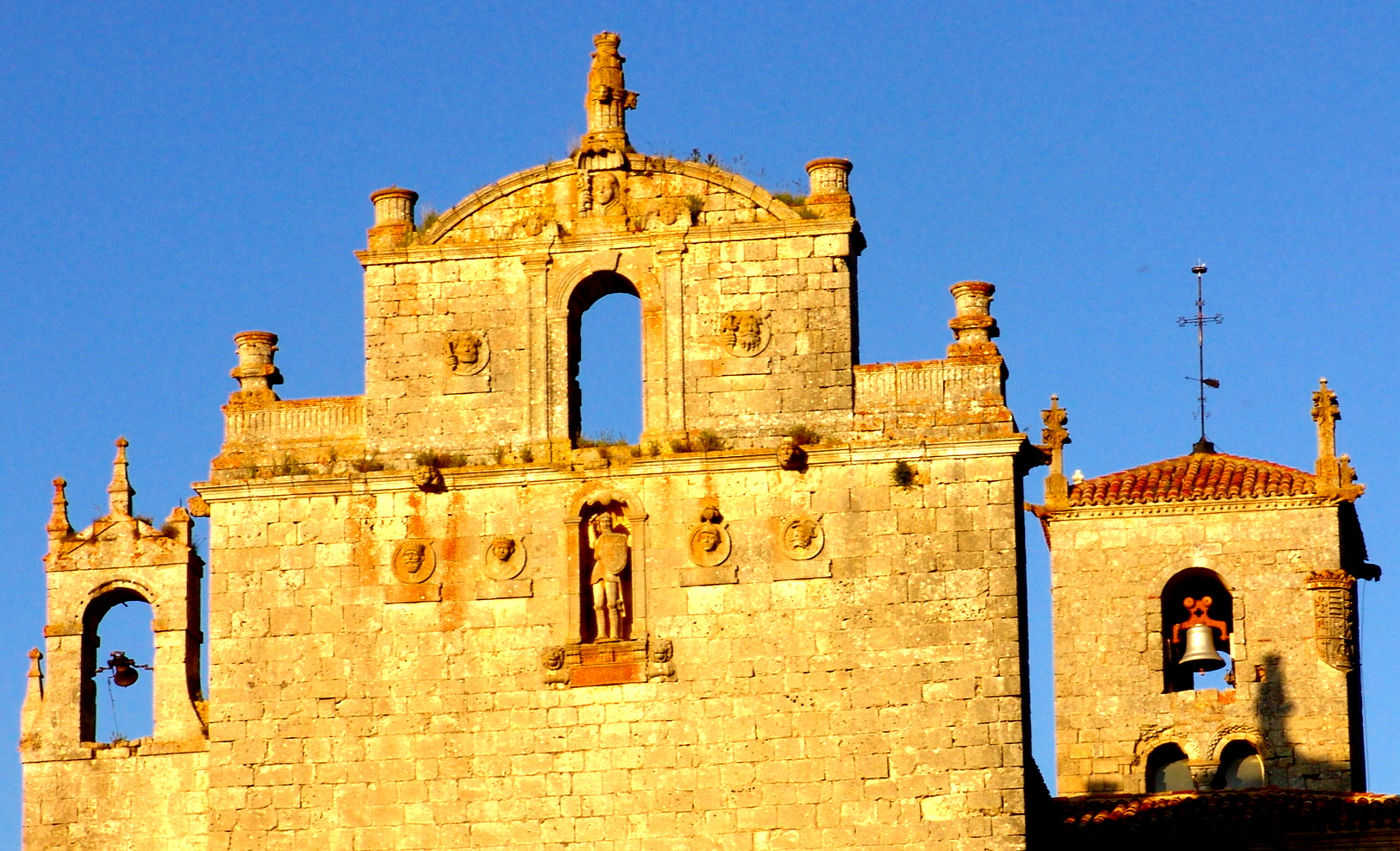
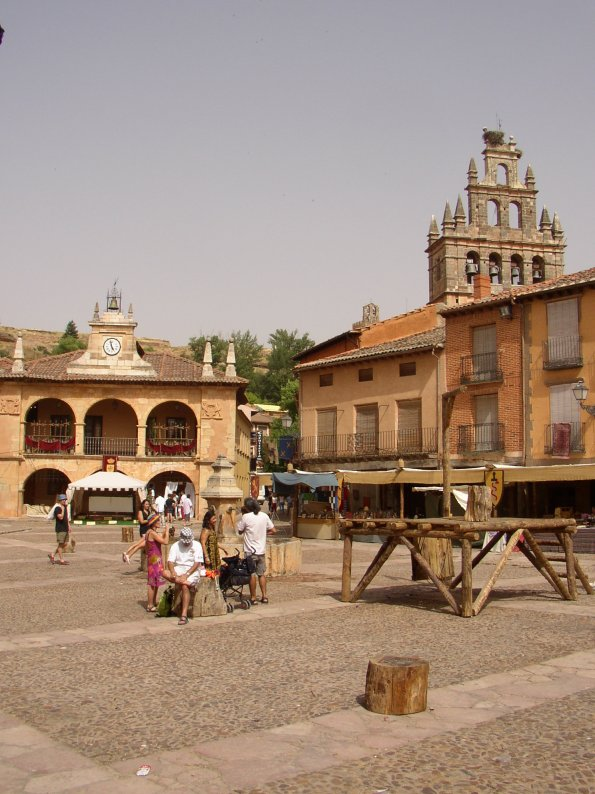
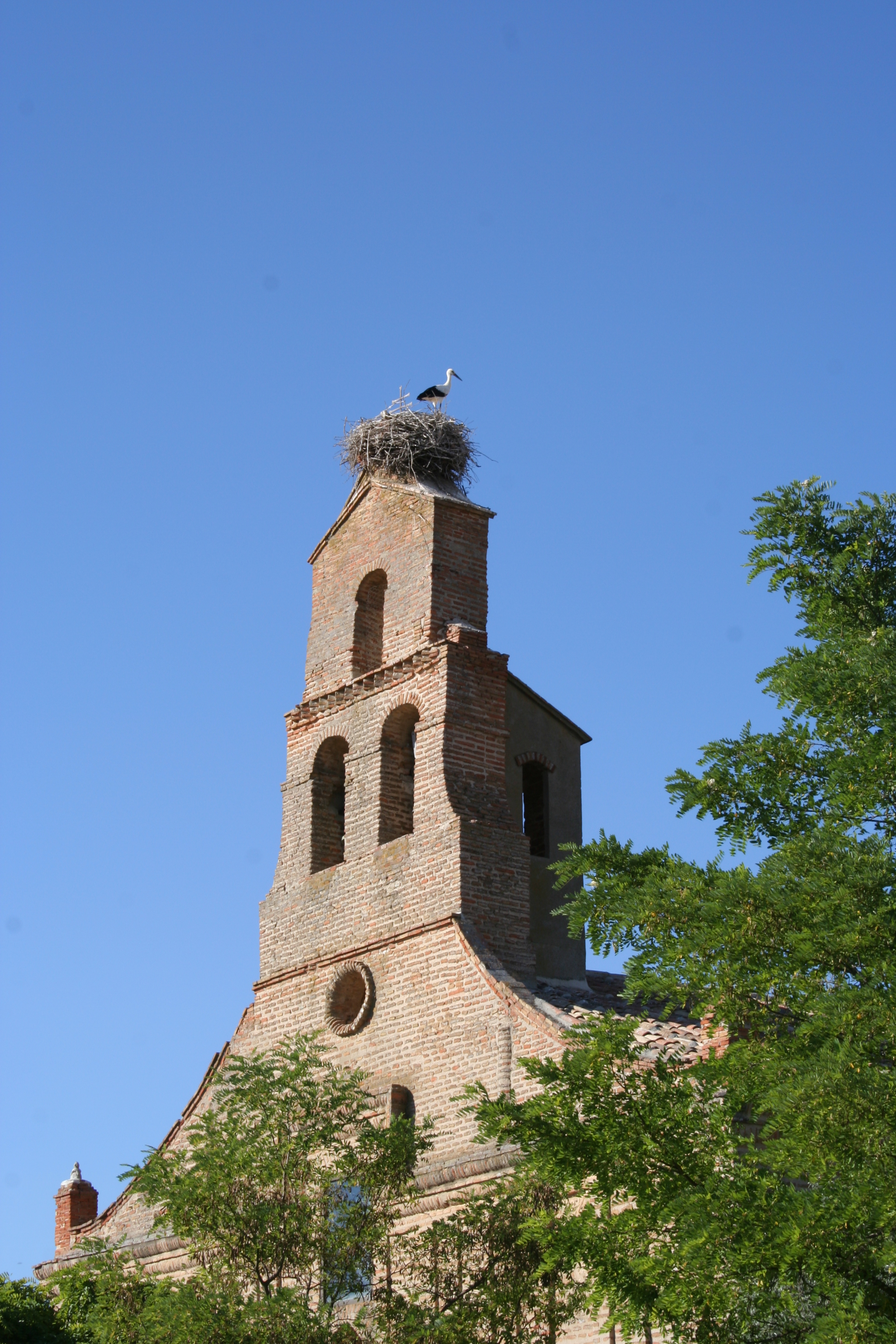
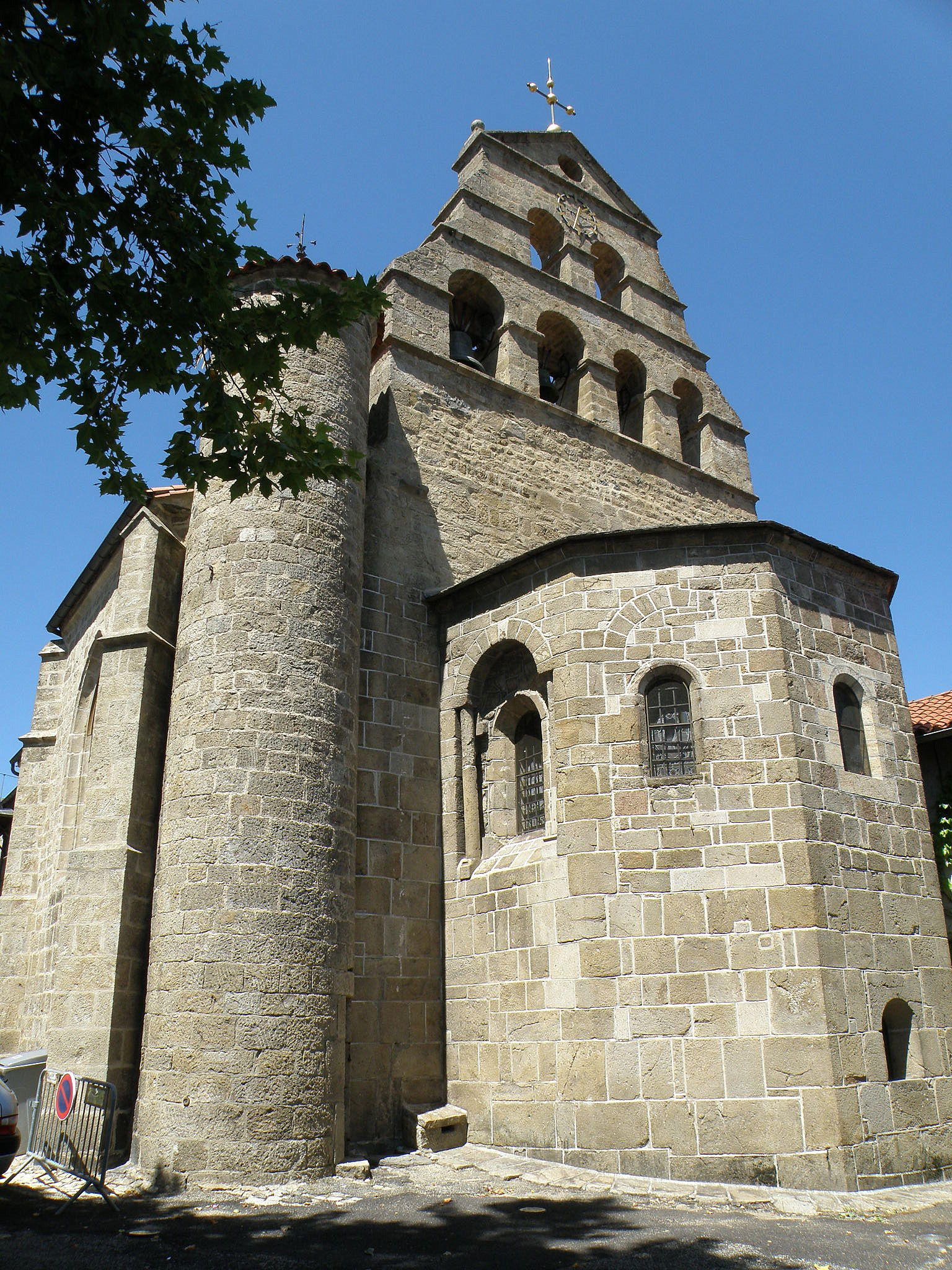